# Diyarb Najm
Diyarb Najm es un distrito de la gobernación de Oriental, Egipto. En julio de 2017 tenía una población estimada de 493 043 habitantes.
Se encuentra ubicado en la zona oriental del delta del Nilo, al noreste de El Cairo.